# 江原台
江原台（えばらだい）は、千葉県佐倉市の町丁。現行行政地名は江原台一丁目および江原台二丁目。郵便番号285-0825。また、 京成電鉄が開発したニュータウンである。

## 地理
北は臼井田、東は角来、南東は江原新田、西は江原、西は角来に隣接している。

## 世帯数と人口
2017年（平成29年）10月31日現在の世帯数と人口は以下の通りである。
| 丁目         | 世帯数    | 人口    |
| ------------ | --------- | ------- |
| 江原台一丁目 | 816世帯   | 1,815人 |
| 江原台二丁目 | 856世帯   | 1,849人 |
| 計           | 1,672世帯 | 3,664人 |

## 小・中学校の学区
市立小・中学校に通う場合、学区は以下の通りとなる。
| 地域         | 小学校             | 中学校             |
| ------------ | ------------------ | ------------------ |
| 江原台一丁目 | 佐倉市立印南小学校 | 佐倉市立臼井中学校 |
| 江原台二丁目 | 佐倉市立印南小学校 | 佐倉市立臼井中学校 |

## 施設

### 一丁目
- さくらんぼ保育園
- 佐倉江原郵便局
- 江原台会館
- 江原台第一号公園
- 江原台第三号公園

### 二丁目
- 聖隷佐倉市民病院
- 佐倉市健康管理センター
- 江原台第二号公園
- 江原台一号緑地
- 江原台二号緑地
- 江原台三号緑地

## 交通

### 道路
- 国道
  - 国道296号

### 鉄道
区域内を京成本線が通過しているが停車駅はない。ユーカリが丘の開発と同時期に同じ佐倉市内である京成臼井駅 - 京成佐倉駅間の江原台に都市計画が立案された。ここでもユーカリが丘同様既存駅の中間に新駅を作ることが開発主体である区画整理組合により計画され、鉄道事業者の京成電鉄に要望が出されたが、ユーカリが丘に比べると予定人口が数分の一であったため実現しなかった。